# IC 1291
IC 1291 — галактика типу SBdm (карликова спіральна витягнута галактика) у сузір'ї Дракон.
Цей об'єкт міститься в оригінальній редакції індексного каталогу.